# Elysius bicolor
Elysius bicolor är en fjärilsart som beskrevs av J. Peter Maassen 1890. Elysius bicolor ingår i släktet Elysius och familjen björnspinnare. Inga underarter finns listade i Catalogue of Life.